# الحرب الرومانية الداتشية
الحرب الرومانية الداتشية (وتسمى أيضا حرب داتشيان-دوميتيان)، هي معركة وقعت بين الإمبراطورية الرومانية ومملكة داتشيا التي غزت مقاطعة مويسيا. وقعت الحرب في عهد الإمبراطور الروماني دوميتيان في الأعوام 86-88 م.

## هجوم داتشيا وهزيمة أوبيوس سابينوس
في نهاية عام 85 أو بداية عام 86 م أمر الملك دوراس ملك مملكة داتشيا قواته بمهاجمة مقاطعة مويسيا الرومانية على الحد الجنوبي لنهر الدانوب. كان جيش داتشيا بقيادة ديوربانيوس، الذي غالبًا ما يقترن اسمه مع الملك اللاحق للمملكة المسمى ديسيبالوس، على الرغم من أن هذه الافتراضات لا تزال قائمة بشكل غامض وتشكل إشكالية. ويبدو أن الرومان قد فوجئوا بهذا الهجوم، إذ قتل فيه حاكم المقاطعة أوبيوس سابينوس [الإنجليزية] وكل القوات التي كانت معه والتي يعتقد أنها كانت تضم أفرادًا من الفيلق الخامس الروماني.
بعد هذا الهجوم، وصل الإمبراطور دوميتيان برفقة كورنيليوس فوسكوس [الإنجليزية] رئيس الحرس البريتوري شخصيًا إلى مويسيا، وقسم المقاطعة إلى منطقتين: مويسيا السفلى ومويسيا العليا، وخطط للقيام بهجوم مستقبلي على مملكة داتشيا. ومن أجل تجديد قواته وتقوية الجيش الروماني بشكل كبير في هذه المنطقة، نقل الإمبراطور دوميتيان أحد الفيالق من دالماتيا وفيلقين آخرين إلى مويسيا من المقاطعات الغربية، وأُلحقت منطقة سيرميوم بمويسيا العليا لكي تكون كلها خاضعة لقيادة واحدة وتصبح على مقربة من حدود مملكة داتشيا.
انقسم المؤرخون حول ما حدث بعد ذلك. يقترح العالم أغنيس موسسي أنه بعد تسليم القيادة إلى كورنيليوس فوسكوس [الإنجليزية]، عاد دوميتيان إلى روما في نفس العام، وهزم كورنيليوس فوسكوس [الإنجليزية] الغزاة الداتشيين وطهر المقاطعة منهم، بينما يعتقد العالمان سالمون وبونسون أن الإمبراطور دوميتيان هو من قاد المعركة بنفسه وحقق النصر، ثم عاد إلى روما للاحتفال.

## هزيمة كورنيليوس فوسكوس
في نفس العام (سنة 86)، بعد نجاح الحملة العسكرية ضد الداتشيون، عبر كورنيليوس فوسكوس نهر الدانوب. ومع ذلك، تعرض جيشه لكمين ودُمر بينما قتل فوسكوس نفسه في المعركة.
يعتقد المؤرخ جروميزا أنه بعد هذا الانتصار، نال الملك دوراس ملك ممكلة داتشيا لقب (ديسيبالوس)، وهو لقب يترجم إلى (القوي مثل عشرة رجال متوحشين).